# María Irigoyen Pérez
Pour les articles homonymes, voir María Pérez, Irigoyen et Pérez.
María Irigoyen Pérez, née le 1er octobre 1952 à Soria, est une femme politique espagnole, membre du Parti socialiste ouvrier espagnol (PSOE).

## Biographie
Elle devient députée européenne le 16 novembre 2010 à la suite de la nomination de Ramón Jáuregui comme ministre de la Présidence d'Espagne.
Au cours de la 7e législature au parlement européen, elle siège au sein de l'Alliance progressiste des socialistes et démocrates au Parlement européen. Elle est membre de la commission du développement régional.
Lors des élections générales du 20 décembre 2015, elle est tête de liste pour le PSOE au Sénat pour la province de Soria. Elle est élue sénatrice lors du scrutin. Elle se représente lors des élections anticipées du 26 juin 2016 mais Jesús Manuel Alonso, maire d'Ágreda et placé second sur la liste, la devance de 236 voies. Elle n'est donc pas reconduite.